# Reliant (Schiff, 1977)
Die Reliant, auch RFA Reliant, war ein Unterstützungsschiff und leichter Hubschrauberträger der Royal Navy, die aus dem 1977 gebauten Containerschiff Astronomer entstand. 1982 für den Falklandkrieg zunächst gechartert, wurde sie anschließend angekauft und umgebaut. Von 1986 bis zum Abwracken 1998 fuhr sie wieder als ziviles Containerschiff.

## Geschichte
Für den Gemeinschaftsdienst CAROL der Caribbean Overseas Line, den die Reedereien Hapag-Lloyd, Koninklijke Nederlandsche Stoomboot Maatschappij und Harrison Line 1973 gegründet hatten, bestellten die drei Partner zunächst sechs baugleiche Kühlcontainerschiffe vom Typ Stocznia Gdanska B463 in Polen. Das erste der beiden Schiffe für die Harrison Line wurde auf der Danziger Werft (Stocznia Gdańska) unter der Baunummer B463-I-1 auf Kiel gelegt, lief am 6. Juli 1976 vom Stapel und wurde am 20. Januar 1977 von der Reederei als Astronomer in Dienst gestellt.
Nach fünf Jahren im Dienst der Caribbean Overseas Line zwischen der Karibik und Europa wurde die Astronomer während des Falklandkrieges am 29. Mai 1982 von der Royal Navy angefordert und aus dem Liniendienst genommen. Die Royal Navy unterstellte das Schiff der Royal Fleet Auxiliary, das dort als Ersatz für die am 25. Mai von einer Exocet-Rakete getroffene und am 28. Mai 1982 versenkte Atlantic Conveyor für den Hubschrauber- und Nachschubtransport dienen sollte.
Nach dem Vorbild der Atlantic Causeway wurde das Containerschiff auf dem Marinestützpunkt Devonport Dockyard umgebaut und erhielt am Vorschiff ein improvisiertes Hangardeck aus ISO-Containern, einen Landeplatz und Betankungseinrichtungen. Beladen mit drei Chinook-, sechs Westland-Wessex- und vier Westland-Scout-Hubschraubern sowie weiterem Nachschub verließ die Astronomer am 8. Juni 1982 Devonport in Richtung Südatlantik. Port William auf den Falklands erreichte sie am 27. Juni, nachdem die Kämpfe bereits beendet waren. Sie blieb auf den Falklands, um die Engadine zu entlasten und kehrte des Jahres nach Großbritannien zurück.
Die Admiralität hatte inzwischen beschlossen, das Schiff anzukaufen und in ein Unterstützungsschiff und leichten Hubschrauberträger umzubauen. Die Arbeiten wurden 1983 bei Cammell, Laird & Company in Birkenhead in sechs Monaten durchgeführt und dabei das amerikanische Arapaho-System vorgefertigter Container eingebaut. Anschließend erhielt das Schiff den Namen Reliant, die Kennung A 131 und wurde wieder der Royal Fleet Auxiliary unterstellt. Die Reliant sollte zunächst wieder zu den Falklands geschickt werden, wurde aber am 2. Januar 1984 in das Mittelmeer entsandt, um die Versorgung der multinationalen Friedenstruppe im Libanon zu unterstützen. Bei der Evakuierung britischer und anderer Zivilisten und Militärs aus dem Libanon nach Zypern diente sie als Zwischenstation für die Hubschrauberflüge zwischen den beiden Ländern.
Nach einem Werftaufenthalt wurde die Reliant Ende des Sommers 1984 in den Südatlantik verlegt. Für ein Marineschiff fehlten ihr jedoch eine Entmagnetisierung, Sonar-Täuschkörper und die Fähigkeit, als Führungsschiff zu agieren. Zudem erwies sich das auf der Reliant eingebaute Arapaho-System als unzureichend, da es sich den Bedingungen im Südatlantik nicht gewachsen war: Das System war nicht wasserdicht und der Belag des Landeplatzes so rau, dass er die Reifen der Hubschrauber beschädigte. Bereits 1986 stellte die Royal Navy daher das Schiff außer Dienst und verkaufte es.
Unter dem neuen Namen Admiralty Island und der Flagge von Panama kehrte das Schiff in den Containertransport zurück, wurde in Hongkong registriert und 1989 erneut verkauft. Anschließend verkehrte es unter dem Namen Wealthy River und mit dem Heimathafen Panama-Stadt für die Ruby Monte Maritime im Containerdienst. Ab dem 7. September 1998 wurde das Schiff im indischen Alang abgewrackt.

## Technische Daten
Die Länge des Schiffes betrug 203,99 Meter, es war 30,99 Meter breit und wies einen Tiefgang von 11,0 Metern auf. Es hatte eine Vermessung von 27.867 BRT und 18.570 Tonnen Standard. Der Antrieb bestand aus zwei Zehnzylinder-Sulzer-Dieselmotoren, die 29000 PS leisteten und gemeinsam auf eine Schraube wirkten. Das Schiff erreichte eine Geschwindigkeit von 21,0 Knoten. Die zivile Besatzung bestand aus 33 Mann, in der Royal Navy aus 210 Mann.